# Петър Дюлгеров
Петър Георгиев Дюлгеров е политик от Българската комунистическа партия.

## Биография
Роден е в Белица, Разложко, на 3 юли 1929 г. Член е на Работническия младежки съюз от 1944 г., на БКП – от 1949 г. Завършва Юридическия факултет на Софийския университет през 1955 г. и Висшата партийна школа в Москва през 1969 г.
Секретар е на РМС в Белица, председател на ОК на ДСНМ в Разлог, първи секретар на Благоевския районен комитет на ДСНМ в София. Между 1954 и 1957 г. е първи секретар на ОК на ДКМС в Благоевград. От 1960 до 1962 г. завежда отдел и е секретар на ЦК на ДКМС. В периода 1962 – 1971 г. е секретар на ОК на БКП в Благоевград, след което до 1976 г. е негов първи секретар. През 1971 г. става кандидат-член на ЦК на БКП и негов член от 1976 г. Секретар на ЦК на БКП от 19 декември 1977 до 4 април 1981 г., след което е кандидат-член на Политбюро на ЦК на БКП до края на 1989 г. През 1977 г. е завеждащ отдел в ЦК на БКП. От 1981 г. е председател на Централния съвет на Българските професионални съюзи.
Народен представител е между 1971 и 1990 г. Член на Държавния съвет на Народна република България. Главен редактор на партийния в. „Работническо дело“ (1976 – 1977). Изваден е от ЦК на БКП през 1989 г.
Петър Дюлгеров е сред активните участници във Възродителния процес. Участва в опита за преименуване на помаците в Чеч през 1964 година, а през 70-те години ръководи мащабната кампания по преименуване в Благоевградски окръг. С насилията в тази период той предизвиква критики в Политбюро, като е обвиняван в „грубо нарушение на конституцията“ и на „партийната дисциплина“, но получава подкрепа от Тодор Живков. Вече в централното ръководство на БКП Дюлгеров участва и в преименуването на турците през 80-те години. Награждаван е с два ордена „Георги Димитров“ и орден „13 века България“.